# ドキドキの風
「ドキドキの風」（ドキドキのかぜ）は、村川梨衣の2枚目のシングル。2016年11月2日に日本コロムビアから発売された。

## 概要
テレビアニメ『私がモテてどうすんだ』エンディングテーマ。通常盤のジャケットは、同アニメの主人公である芹沼花依のアニメイラストを採用した。初回限定盤は「ドキドキの風」のミュージックビデオを収録。オリコンチャート最高27位。タワーレコード新宿店では、10月31日～11月6日の売上1位となった。

## 収録内容
| #         | タイトル                           | 作詞      | 作曲・編曲 | 時間  |
| --------- | ---------------------------------- | --------- | ---------- | ----- |
| 1.        | 「ドキドキの風」                   | 中村彼方  | 坂部剛     | 4:36  |
| 2.        | 「RiEtion please♡」                | 村川梨衣  | 佐藤清喜   | 4:12  |
| 3.        | 「ドキドキの風 (Instrumental)」    |           |            | 4:36  |
| 4.        | 「RiEtion please♡ (Instrumental)」 |           |            | 4:08  |
| 合計時間: | 合計時間:                          | 合計時間: | 合計時間:  | 17:33 |

| #  | タイトル                             | 作詞 | 作曲・編曲 | 時間 |
| -- | ------------------------------------ | ---- | ---------- | ---- |
| 1. | 「ドキドキの風」(ミュージックビデオ) |      |            | 4:40 |
| 2. | 「ドキドキの風」(メイキング映像)     |      |            | 7:00 |

## 音楽性
- 「ドキドキの風」は暖かなバイオリンと爽やかなギターサウンド、抜けるようなハイトーンが特徴。最初はもっとキラキラしたサウンドであったが、もう少し爽やかなメロディラインにしたいと村川自身が提案した結果、現在のアレンジに至った[5]。MVでは、入江や草原といった大自然の中で伸びやかに歌う村川の姿が描かれている[6]。

- 「RiEtion please♡」は村川がパーソナリティを務めるラジオ「村川梨衣の a りえしょんぷり〜ず♡」のOPテーマソング。村川が初めて作詞に挑戦した、オシャレなラウンジ・ミュージック系ナンバー。初代のOPがオシャレだった事と、番組タイトルがアテンションプリーズに掛かっている事から、オシャレとエアポート感をイメージして作ったとのこと[7]。歌詞には村川自身の気持ちも込められているが、「6秒でかける魔法」「恋の素数」など、番組にまつわる言葉も多数ある。